# Tatjana Worochobko
Tatjana Leonidowna Worochobko z domu Kondraszowa (ros. Татьяна Леонидовна Ворохобко (Кондрашёва), ur. 5 grudnia 1950 w Leningradzie) – radziecka lekkoatletka, wieloboistka, płotkarka i sprinterka.
Zdobyła złote medale w sztafecie 4 × 100 metrów (w składzie: Ludmiła Żarkowa, Marina Nikoforowa, Ludmiła Gołomazowa i Kondraszowa) oraz w pięcioboju na letniej uniwersjadzie w 1970 w Turynie.
Zwyciężyła w sztafecie 4 × 1 okrążenie (w składzie: Natalja Czistiakowa, Ludmyła Aksionowa, Nikiforowa i Kondraszowa) na halowych mistrzostwach Europy w 1971 w Sofii. Na tych samych mistrzostwach odpadła w eliminacjach biegu na 60 metrów przez płotki.  Na mistrzostwach Europy w 1971 w Helsinkach  zajęła 7. miejsce w pięcioboju. 
Zdobyła srebrny medal w pięcioboju na letniej uniwersjadzie w 1973 w Moskwie. Na halowych mistrzostwach Europy w 1974 w Göteborgu zajęła 4. miejsce w biegu na 60 metrów przez płotki. Na halowych mistrzostwach Europy w 1975 w Katowicach powtórzyła to osiągnięcie, a w biegu na 60 metrów awansowała do finału, lecz w nim nie wystąpiła.
Zajęła 14. miejsce w pięcioboju na igrzyskach olimpijskich w 1976 w Montrealu.
Była mistrzynią ZSRR w sztafecie 4 × 100 metrów w 1969 i 1970, w biegu na 200 metrów w 1970 i w biegu na 100 metrów przez płotki w 1970, wicemistrzynią w biegu na 100 metrów przez płotki w 1971 i w pięcioboju w 1973 oraz brązową medalistką w pięcioboju w 1974 i 1976. W hali była w 1975 mistrzynią ZSRR w biegu na 60 metrów i w trójboju, a w 1974 wicemistrzynią w biegu na 60 metrów przez płotki.
Była rekordzistką Związku Radzieckiego w biegu na 100 metrów przez płotki z czasem 13,3 s (18 października 1970 w Dniepropetrowsku) i w pięcioboju z wynikiem 4780 punktów (16 września 1969 w Charkowie).